# Jay Basu
Pour les articles homonymes, voir Basu.
Jay Basu, né en 1979 à Londres (Angleterre), est un écrivain et scénariste britannique.

## Filmographie partielle
Au cinéma
- 2005 : Song of Songs
- 2012 : Fast Girls
- 2012 : The Dinosaur Project
- 2014 : Monsters 2 (Monsters: Dark Continent)

Prochainement
- Metal Gear Solid
- Dante's Inferno
- Merlin
- Talon